# Estadi Central de Kazan
L'Estadi Central (Центральный стадион, Tsentralny Stadion) és un estadi multiusos situat a Kazan, Rússia.
Inaugurat el 1960, obra de l'arquitecte V. Portyankin. Va ser la seu de l'equip de futbol rus del FC Rubin Kazan, fins que es va traslladar al Kazan Arena. La part occidental de l'estadi està coberta.